# 采布里科韋

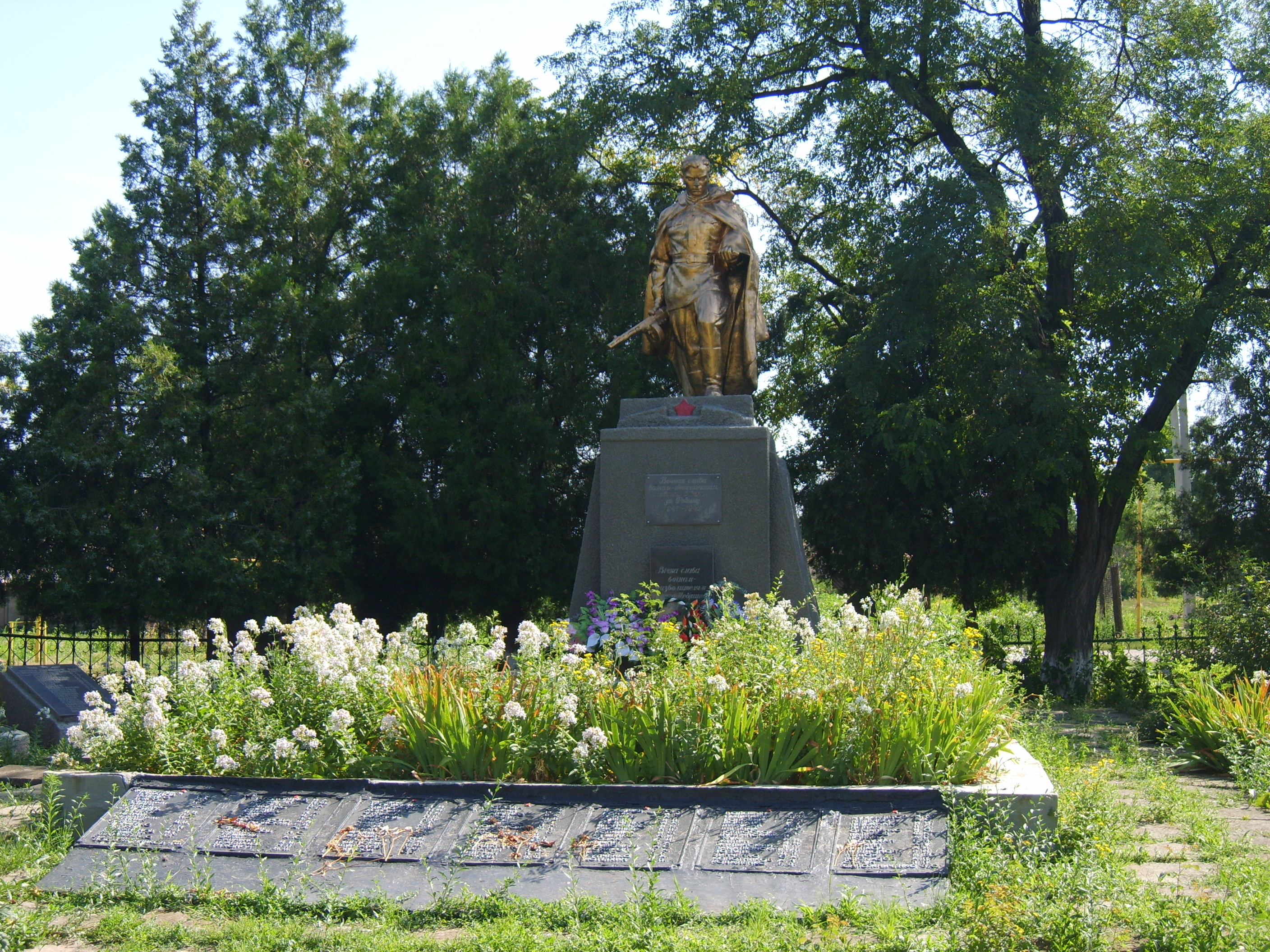
无名英雄墓

采布里科韋（烏克蘭語：Цебрикове），是烏克蘭西南部敖德薩州羅茲季利納區采布里科韦市镇内的市級鎮及其行政中心。處於小庫亞利尼克河畔，始建於1819年，面積5.87平方公里，2011年人口2,754，人口密度每平方公里469.17人。